# بيتر تاكاس
بيتر تاكاس (بالمجرية: Takács Péter)‏ (25 يناير 1990 بميشكولتس في المجر - ) هو لاعب كرة قدم مجري في مركز الوسط. شارك مع منتخب المجر تحت 19 سنة لكرة القدم ومنتخب المجر تحت 21 سنة لكرة القدم. أما مع النوادي، فقد لعب مع نادي ديوسجوري ونادي ميزوكوفيشدي وPápai FC ‏.

## وصلات خارجية
- بيتر تاكاس على موقع قاعدة بيانات كرة القدم.إي يو (الإنجليزية)
- بيتر تاكاس على موقع Soccerway.com (الإنجليزية)